# Petr Konopišťský ze Šternberka
Petr Konopišťský ze Šternberka († 1. listopadu 1420) pocházel z konopišťské větve rodu Šternberků, kterou založil jeho praděd Zdeněk, jenž roku 1327 zakoupil hrad Konopiště. Otcem Petra Konopišťského byl Zdeněk nebo Markvart, jeden ze dvou bratrů, kteří zemřeli patrně roku 1405. Za manželku pojal Perchtu z Kravař, dceru moravského pána Petra z Kravař a Plumlova.
Petr Konopišťský se stal jedním z úhlavních nepřátel husitství. V lednu 1415 se účastnil Kostnického koncilu, kde byl příslušníkem družiny biskupa Jana Železného. V roce 1419 vystoupil proti poutníkům ze Sezimova Ústí, které přepadl v čele panské jízdy. 25. března 1420 se účastnil bitvy u Sudoměře, v noci z 19. na 20. května téhož roku zaútočil u Poříčí nad Sázavou na táborské vojsko, které spěchalo na pomoc Praze. Padl 1. listopadu 1420 v bitvě pod Vyšehradem.
Zanechal po sobě syny Petra a Zdeňka a dceru Elišku.